# Stylophora wellsi
Stylophora wellsi là một loài san hô trong họ Pocilloporidae. Loài này được Scheer mô tả khoa học năm 1964.